# Lachnum
Genre
Synonymes
- Arenaea Penz. & Sacc.[2]
- Chaetoscypha Syd.[2]
- Dasypezis Clem.[2]
- Dyslachnum Clem.[2]
- Erinella Quél.[2]
- Erinella Sacc.[2]
- Erinellina Seaver[2]
- Erioscypha Kirschst.[2]
- Erioscyphella Kirschst.[2]
- Helolachnum Torrend[2]

Lachnum est un genre de champignons de la famille des Lachnaceae.

## Liste des espèces
Selon Catalogue of Life (27 juillet 2017) :
- Lachnum aculeatum (Raitv., K.S. Thind & H. Singh) M.P. Sharma, 1983
- Lachnum aeruginosum (Durieu & Lév.) Raitv. & R. Galán, 1994
- Lachnum agaricinum Retz., 1795
- Lachnum agropyri Velen., 1934
- Lachnum albidulum (Penz. & Sacc.) M.P. Sharma, 1986
- Lachnum albidum (Penz. & Sacc.) W.Y. Zhuang, 2004
- Lachnum albopileatum (Cooke) M.P. Sharma, 1986
- Lachnum aleurodes (Cooke) M.P. Sharma, 1986
- Lachnum alneum Velen., 1934
- Lachnum alnifolium (Raitv.) Raitv., 1986
- Lachnum altaicum (Raitv.) Huhtinen, 1985
- Lachnum amoenum (Speg.) Gamundí & Minter, 2004
- Lachnum angustum W.Y. Zhuang & M. Ye, 2003
- Lachnum apalum (Berk. & Broome) Nannf., 1936
- Lachnum arcticum Raitv., 2003
- Lachnum argillaceum Velen., 1934
- Lachnum asiaticum (Y. Otani) Raitv., 1985
- Lachnum astragali Höhn., 1905
- Lachnum atrocarpum Raitv., 1991
- Lachnum attenuatum J.H. Haines & Dumont, 1984
- Lachnum australe (Speg.) Gamundí, 1987
- Lachnum australiense Spooner, 1987
- Lachnum avellaneomelleum (Starbäck) M.P. Sharma, 1986
- Lachnum bambusae (Rick) J.H. Haines, 1992
- Lachnum bambusicola Rick, 1906
- Lachnum bannaense Z.H. Yu & W.Y. Zhuang, 2002
- Lachnum belonidioides Raitv., 1985
- Lachnum berggrenii Spooner, 1987
- Lachnum blechnophilum Spooner, 1987
- Lachnum boreale (Povah) A. Pande, 2008
- Lachnum brevipilosum Baral, 1985
- Lachnum brevipilum (Höhn.) Nannf., 1932
- Lachnum brevisporum M.P. Sharma, 1986
- Lachnum callimorphum (P. Karst.) P. Karst., 1871
- Lachnum calosporum (Pat. & Gaillard) J.H. Haines & Dumont, 1984
- Lachnum calycioides (Rehm) Rehm, 1893
- Lachnum canariense Urries, 1956
- Lachnum candidum (Rodway) Spooner, 1987
- Lachnum capense Raitv. & Schneller, 2007
- Lachnum capitatum (Peck) Svrcek, 1985
- Lachnum caricis (Desm.) Höhn., 1917
- Lachnum carneolum (Sacc.) Rehm, 1893
- Lachnum carpathicum Velen., 1934
- Lachnum charretii Raitv. & Guy García, 2000
- Lachnum chermisinum (E.K. Cash) S.A. Cantrell & J.H. Haines, 1997
- Lachnum chusqueae (Pat.) J.H. Haines & Dumont, 1984
- Lachnum citrinum Velen., 1934
- Lachnum clandestinum P. Karst., 1871
- Lachnum clavicomatum Kirschst., 1907
- Lachnum clavigerum (Svrcek) Raitv., 1985
- Lachnum clavisporum (Mouton) J.H. Haines, 1989
- Lachnum coarctatum P. Karst., 1905
- Lachnum concinnum Kirschst., 1938
- Lachnum confertum Spooner, 1987
- Lachnum contractum P. Karst., 1905
- Lachnum controversum (Cooke) Rehm, 1888
- Lachnum cornicola Velen., 1947
- Lachnum correae Spooner, 1987
- Lachnum corticale (Pers.) Nannf., 1932
- Lachnum corticola (Massee) M.P. Sharma, 1986
- Lachnum corylinum Velen., 1947
- Lachnum crataegi Velen., 1934
- Lachnum cruciferum (W. Phillips) Nannf., 1936
- Lachnum crystalligerum Sacc., 1920
- Lachnum crystallinum (Fuckel) Rehm, 1893
- Lachnum culmicola W.Y. Zhuang, 2003
- Lachnum cupressinum Velen., 1939
- Lachnum cyanoparaphysatum Raitv. & R. Galán, 1992
- Lachnum cylindricum W.Y. Zhuang & K.D. Hyde, 2001
- Lachnum cyphelloides (Pat.) J.H. Haines & Dumont, 1984
- Lachnum darjeelingense Raitv., K.S. Thind & R. Sharma, 1985
- Lachnum dasiphorae (Raitv.) Raitv., 1986
- Lachnum deflexum (Graddon) R. Galán, 1986
- Lachnum depressum Velen., 1947
- Lachnum difficillimum (Höhn.) W.Y. Zhuang, 2004
- Lachnum diminutum (Roberge ex Desm.) Rehm, 1896
- Lachnum durum Velen., 1939
- Lachnum eburneum Kirschst., 1938
- Lachnum echinulatum (Rehm) Rehm, 1893
- Lachnum edwardsii J. Fröhl. & K.D. Hyde, 2000
- Lachnum eleutherococci Raitv., 1991
- Lachnum ellipsosporum Spooner, 1987
- Lachnum elongatisporum Baral, 1991
- Lachnum emerici (Berk. & W. Phillips) M.P. Sharma, 1986
- Lachnum enzenspergerianum Henn., 1906
- Lachnum epigeios Velen., 1947
- Lachnum eriophoricola Nannf., 1992
- Lachnum eryngii Velen., 1934
- Lachnum erythrinicola (V.G. Rao & Subhedar) A. Pande, 2008
- Lachnum eucalypticola Spooner, 1987
- Lachnum euterpes S.A. Cantrell & J.H. Haines, 1997
- Lachnum fasciculare Velen., 1934
- Lachnum fimbriiferum (Berk. & M.A. Curtis) J.H. Haines, 1992
- Lachnum firmum Velen., 1934
- Lachnum flavidulum (Rehm) J.H. Haines, 1985
- Lachnum flavofuligineum (Alb. & Schwein.) Rehm, 1893
- Lachnum foliicola Keissl., 1924
- Lachnum fraxini Velen., 1947
- Lachnum fulvellum Velen., 1934
- Lachnum fuscescens (Pers.) P. Karst., 1885
- Lachnum fuscidulum (Cooke) Raitv., 1986
- Lachnum fuscofloccosum Rehm, 1907
- Lachnum fushanense M.L. Wu & J.H. Haines, 1999
- Lachnum gahniae Spooner, 1987
- Lachnum galii Velen., 1934
- Lachnum globulare (Höhn.) W.Y. Zhuang, 2004
- Lachnum glutinosum Raitv. & R. Galán, 1994
- Lachnum gracillimum Raitv., 1992
- Lachnum graminum Velen., 1934
- Lachnum grande Velen., 1934
- Lachnum granulatum W.Y. Zhuang, Yanna & K.D. Hyde, 2001
- Lachnum groenlandicum Rostr., 1888
- Lachnum gynoxidis Syd., 1939
- Lachnum haematinum J.H. Haines, 1992
- Lachnum hainanense W.Y. Zhuang & Zheng Wang, 1998
- Lachnum halesiae E.K. Cash, 1938
- Lachnum hastipilosum Raitv., 1991
- Lachnum helotiiforme Velen., 1934
- Lachnum heraclei Velen., 1947
- Lachnum hissaricum (Raitv. & Faizova) Raitv., 1986
- Lachnum hongcheonense J.G. Han, Raitv. & H.D. Shin, 2009
- Lachnum hyalopus (Cooke & Massee) Spooner, 1987
- Lachnum hypericinum Velen., 1934
- Lachnum hypothallosum Velen., 1934
- Lachnum imbecille P. Karst., 1871
- Lachnum impudicum Baral, 1985
- Lachnum incrupilum Raitv. & Järv, 1997
- Lachnum indicum (E.K. Cash) J.H. Haines & Dumont, 1984
- Lachnum infuscans (Ellis & Everh.) A. Pande, 2008
- Lachnum japonicum Syd. & P. Syd., 1912
- Lachnum javanicum (Henn. & E. Nyman) J.H. Haines, Korf & W.Y. Zhuang, 1985
- Lachnum juglandis Velen., 1947
- Lachnum juncinum Spooner, 1987
- Lachnum kumaonicum (M.P. Sharma) M.P. Sharma, 1986
- Lachnum lachnoderma (Berk.) G.G. Hahn & Ayers, 1934
- Lachnum lachnoides Velen., 1934
- Lachnum lagerheimii J.H. Haines & Dumont, 1984
- Lachnum lanariceps (Cooke & W. Phillips) Spooner, 1987
- Lachnum lanceolatum Velen., 1934
- Lachnum lanyuense Y.Z. Wang, 2002
- Lachnum lasseri (Dennis) W.Y. Zhuang, 2001
- Lachnum latebricola (Rehm) R. Galán & Raitv., 1997
- Lachnum ledi (Raitv.) Raitv., 1986
- Lachnum linderae J.G. Han, Raitv. & H.D. Shin, 2009
- Lachnum ludmilae Velen., 1947
- Lachnum lundellii (Le Gal) Nannf., 1942
- Lachnum lupini Velen., 1934
- Lachnum lushanense W.Y. Zhuang & Zheng Wang, 1998
- Lachnum luteoalbum (Schwein.) Morgan, 1902
- Lachnum luteocarpum M.P. Sharma, 1986
- Lachnum luteodiscum (Peck) J.H. Haines, 1989
- Lachnum luteovinosum Wilberf. & P.R. Sm., 2004
- Lachnum luzulae Velen., 1947
- Lachnum macroparaphysatum Raitv., 1991
- Lachnum macrosporum (Penz. & Sacc.) J.H. Haines, 1992
- Lachnum mangshanense W.Y. Zhuang, 2003
- Lachnum mapirianum (Pat. & Gaillard) M.P. Sharma, 1986
- Lachnum marginatum (Cooke) Raitv., 1991
- Lachnum martii Velen., 1934
- Lachnum meifengense Y.Z. Wang, 2003
- Lachnum melanophthalmum (Dennis) Spooner, 1987
- Lachnum microsporum Torrend, 1912
- Lachnum miniatum (Kanouse) M.P. Sharma, 1997
- Lachnum minimum Velen., 1947
- Lachnum minutisporum Velen., 1934
- Lachnum minutum W.Y. Zhuang & M. Ye, 2003
- Lachnum montanum W.Y. Zhuang & M. Ye, 2003
- Lachnum morthieri (Cooke) Rehm, 1893
- Lachnum moutonii Rehm, 1897
- Lachnum myricaceum (Peck) J.H. Haines, 1989
- Lachnum nainitalense M.P. Sharma, 1986
- Lachnum nardi Rehm, 1893
- Lachnum nardincola Velen., 1934
- Lachnum neblinense J.H. Haines, 1992
- Lachnum nilgherrensis (Cooke) M.P. Sharma, 1986
- Lachnum nipponicum J.H. Haines & S. Kaneko, 1984
- Lachnum nobile Velen., 1947
- Lachnum nothofagi (Dennis) Spooner, 1987
- Lachnum novoguineense (Y. Otani) Spooner, 1987
- Lachnum nudipes (Fuckel) Nannf., 1928
- Lachnum oblongoellipticum (A.K. Kar & K.P. Pal) M.P. Sharma, 1983
- Lachnum olivaceobrunneum Spooner, 1987
- Lachnum olivaceosulphureum Rick, 1906
- Lachnum oncospermatum (Berk. & Broome) M.L. Wu & J.H. Haines, 1998
- Lachnum orinocense (Pat. & Gaillard) W.Y. Zhuang, 2003
- Lachnum palmae (Kanouse) Spooner, 1987
- Lachnum papyraceum (P. Karst.) P. Karst., 1871
- Lachnum patena (Lév.) J.H. Haines & Dumont, 1984
- Lachnum patulum (Pers.) Rehm, 1893
- Lachnum pendulae Raitv., 2001
- Lachnum perplexum (Boud.) Korf, 1982
- Lachnum piceum Velen., 1934
- Lachnum pinnicola Spooner, 1987
- Lachnum piscinarum Velen., 1934
- Lachnum podocarpi (Gamundí) Gamundí & Minter, 2004
- Lachnum ponticum (Raitv.) Raitv., 1986
- Lachnum pritzelianum (Henn.) Spooner, 1987
- Lachnum privum Z.H. Yu & W.Y. Zhuang, 2002
- Lachnum pseudocannabinum (Raitv.) Raitv., 1985
- Lachnum pseudoclandestinum Raitv., 1993
- Lachnum pseudocorreae W.Y. Zhuang & Z.H. Yu, 2003
- Lachnum pseudocorticale Svrcek, 1958
- Lachnum pseudolachnum Velen., 1934
- Lachnum pseudonudipes Raitv. & Bogacheva, 2007
- Lachnum pseudosclerotii Z.H. Yu & W.Y. Zhuang, 2002
- Lachnum pteridicola (Dennis) Spooner, 1987
- Lachnum pteridophyllum (Rodway) Spooner, 1987
- Lachnum pubescens (Rehm) Svrcek, 1989
- Lachnum pudibundum (Quél.) J. Schröt., 1893
- Lachnum pudicelloides (Raitv.) Raitv., 1985
- Lachnum pulchellum Velen., 1934
- Lachnum pygmaeum (Fr.) Bres., 1903
- Lachnum rachidicola J.G. Han, Raitv. & H.D. Shin, 2009
- Lachnum radotinense Velen., 1934
- Lachnum radovii Svrcek, 1984
- Lachnum rehmii (Staritz) Rehm, 1893
- Lachnum relicinum (Fr.) P. Karst., 1871
- Lachnum rhodoleucum (Sacc.) Rehm, 1893
- Lachnum rhoenanum Ade, 1923
- Lachnum rhytismatis (W. Phillips) Nannf., 1939
- Lachnum ridiculum Kirschst., 1936
- Lachnum roridum (Wallr.) Rehm, 1893
- Lachnum rubropunctatum Raitv. & Arendh., 1988
- Lachnum rufescens Velen., 1934
- Lachnum sagarum Velen., 1934
- Lachnum salicariae (Rehm) Raitv., 1991
- Lachnum sarmentorum Velen., 1934
- Lachnum sasae Raitv., 1985
- Lachnum scabrovillosum (W. Phillips) J.H. Haines & M.P. Sharma, 1986
- Lachnum schoenoplecti Raitv. & P. Blank, 1988
- Lachnum schwarzmannianum Kazhieva, 1974
- Lachnum sesleriae (Svrcek) Baral, 1985
- Lachnum setaceum Velen., 1939
- Lachnum sichuanense (M. Ye & W.Y. Zhuang) W.Y. Zhuang & M. Ye, 2003
- Lachnum sinegoricum (Raitv.) Raitv., 1985
- Lachnum singerianum (Dennis) W.Y. Zhuang & Zheng Wang, 1998
- Lachnum soppittii (Massee) Raitv., 1986
- Lachnum spartinae S.A. Cantrell, 1996
- Lachnum stipulicola J.H. Haines, 1992
- Lachnum subauratum (Ellis) Raitv., 2000
- Lachnum subpygmaeum W.Y. Zhuang, 1998
- Lachnum taiwanense J.H. Haines, M.L. Wu & Yei Z. Wang, 1998
- Lachnum tenellum Velen., 1934
- Lachnum tengii W.Y. Zhuang, 2002
- Lachnum tenue Kirschst., 1907
- Lachnum tenuipilosum Svrcek, 1988
- Lachnum tenuissimum (Quél.) Korf & W.Y. Zhuang, 1985
- Lachnum terrestre Velen., 1939
- Lachnum thindii (M.P. Sharma) M.P. Sharma, 1986
- Lachnum thujinum Kauffman, 1929
- Lachnum trapeziforme Velen., 1934
- Lachnum trichophilum Syd., 1937
- Lachnum tungurahuense Petr., 1950
- Lachnum turkestanicum (Raitv.) Raitv., 1986
- Lachnum ulei (G. Winter) S.A. Cantrell & J.H. Haines, 1997
- Lachnum uliginosum Raitv., 2003
- Lachnum undulatum Velen., 1934
- Lachnum uniseriatum Velen., 1934
- Lachnum valerianae Velen., 1934
- Lachnum vantschense (Raitv.) Raitv., 1986
- Lachnum varians (Rehm) M.P. Sharma, 1986
- Lachnum victorianoi S.A. Cantrell & J.H. Haines, 1997
- Lachnum virgineum (Batsch) P. Karst., 1871
- Lachnum washingtonense (Dennis) Nannf., 1992
- Lachnum willisii (G.W. Beaton) Spooner, 1987
- Lachnum willisiopsis W.Y. Zhuang, 2003
- Lachnum winteri (Cooke) Rehm, 1893